# Відкрите програмне забезпечення

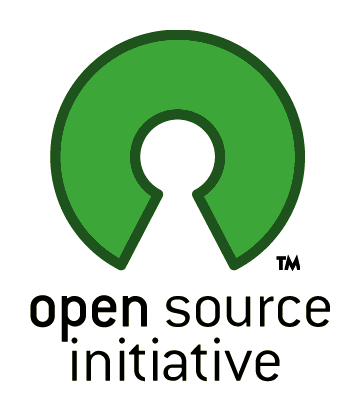
Логотип Open Source Initiative (OSI)

Відкрите програмне забезпечення (англ. open-source software) — програмне забезпечення з відкритим початковим кодом.
Початковий код таких програм доступний для:
- перегляду,
- за наявності дозволу ліцензії — для змінювання, що дозволяє користувачеві взяти участь у доопрацюванні відкритої програми,
- для використання під час створення нових програм — через запозичення сирцевого коду, якщо це дозволяє сумісність ліцензій,
- для виправлення в ній помилок,
- для вивчення використаних алгоритмів, структур даних, технологій, методик та інтерфейсів (оскільки початковий код може істотно доповнювати документацію, а за відсутності такої сам служить документацією).

## Відкрите і вільне програмне забезпечення
Термін відкрите програмне забезпечення (англ. open source) створили разом з визначенням у 1998 році Ерік Реймонд і Брюс Перенс, які стверджували, що термін free software (вільне програмне забезпечення) в англійській мові неоднозначний і бентежить багатьох комерційних підприємців.
Переважна більшість відкритих програм є одночасно вільними. Визначення відкритого і вільного програмного забезпечення не повністю збігаються, але близькі, і більшість ліцензій відповідають обом.
Відмінність між цілями відкритого ПЗ і вільного ПЗ полягає переважно в пріоритетах. Прихильники терміна «open source» наголошують на ефективності відкритих сирців як методу розробки, модернізації та супроводу програм. Прихильники терміна «free software» вважають, що саме права людини на вільне поширення, модифікацію і вивчення програм, які вона використовує, є головною перевагою вільного відкритого ПЗ.
На думку Річарда Столмена, розрекламованість «Open Source» дещо шкодить вільному програмному забезпеченню, бо деякі розробники і користувачі відкритого ПЗ зовсім не проти власницького програмного забезпечення, і люди зупиняються на Open Source, не доходячи до понять про свободу. Він зазначає, що деякі «ворожі» до вільного програмного забезпечення компанії — наприклад, Microsoft — використовують тільки вираз «open source», при цьому, ймовірно, навмисно уникаючи виразу «free software».
За словами Брюса Перенса, відкрите програмне забезпечення завжди було лише способом пояснити підприємцям ідею вільного програмного забезпечення, і це йому вдалося.
Попри прагнення авторів визначення позбутися неоднозначності слова free, вираз open source теж дуже часто використовується для позначення сутностей, що суперечать визначенню Open Source Initiative або не мають до нього ніякого стосунку, але здатних призвести до плутанини. Наприклад, спецслужби США використовують open source у значенні «відкрите джерело» (див.: OSINT, Open Source Intelligence), що згадано в оголошенні на сайті Реймонда.
Існують також програми, що мають (на думку декого) відкритий початковий код, але не є вільними, наприклад, UnRAR, розпакувальник RAR-архівів. Його початковий код перебуває у відкритому доступі, але ліцензія забороняє використовувати його для створення RAR-сумісних архіваторів. Так само існує цілий клас програм, званих комерційним ПЗ з відкритим сирцевим кодом або Open Core, які використовують термін «Open Source» стосовно невільного програмного забезпечення.

## Open Source та Open Source Initiative
Термін Open Source не є торговою маркою організації Open Source Initiative. Однак для тих, хто хоче використовувати логотип цієї організації, існує вимога, яка зобов'язує використовувати термін Open Source тільки стосовно ліцензій, схвалених OSI.
Існує спеціальний комітет, котрий вирішує, чи може ліцензія використовувати торгову марку Open Source Initiative. Визначення, яким він при цьому керується, наведено в The Open Source Definition.
Винесене OSI визначення визнається за настанову багатьма іншими організаціями — наприклад, порталом SourceForge.net.
OSI накладає на публічну ліцензію десять вимог, які спочатку були засновані на Debian Free Software Guidelines.

## Ліцензії
Сирцеві коди відкритих програм випускаються або як суспільне надбання, або на умовах «вільних» ліцензій, наприклад, GNU General Public License або BSD License. Вільна ліцензія дозволяє використовувати початковий код програми для своїх потреб з мінімальними обмеженнями, що не суперечать визначенню OpenSource.org. Таким обмеженням може бути вимога посилатися на попередніх творців або вимога зберігати властивість відкритості за подальшого поширення тієї самої або модифікованої відкритої програми (копілефт). У деяких випадках (наприклад, Apache або FreeBSD) ці обмеження дуже малі, в інших (наприклад, GNU General Public License) досить поширювати програмне забезпечення разом із сирцевим кодом і текстом ліцензії, не змінюючи її.

## Якість
Від 2006 року тестингове підприємство Coverity спільно з американським Відділом національної безпеки проводили дослідження як у відкритому, так і закритому секторі розробки програмного забезпечення. За результатами року вони публікували звіт. За результатами 2011 року виявилося, що відкритий початковий код не поступається за якістю власницькому. Найякіснішими проєктами визнано ядро Linux 2.6, PHP 5.3, і PostgreSQL 9.1, якість яких визначали за щільністю дефектів (числом дефектів на тисячу рядків коду), які були рівні 0.62, 0.20, і 0.21 відповідно.

## Виноски
1. 1 2  
Эрик Реймонд. (1998). Goodbye, «free software»; hello, «open source» (англ.). Архів оригіналу за 22 серпня 2011. Процитовано 31 березня 2008.
2. ↑  
What is "free software" and is it the same as "open source"?. Frequently Answered Questions (англ.). Open Source Initiative. Архів оригіналу за 5 січня 2013. Процитовано 1 січня 2013.
3. ↑  Bruce Byfield[en]. Richard Stallman looks back at 25 years of the GNU project. Linux.com. Архів оригіналу за 22 серпня 2011. Процитовано 29 вересня 2013. {{cite web}}: Перевірте значення |author= (довідка)
4. ↑  
Ричард Столлман. (5 октября 2009). Lest CodePlex perplex. FSF Blogs (англ.). Архів оригіналу за 22 серпня 2011. Процитовано 24 октября 2009.
5. ↑  
Брюс Перенс. (8 февраля 2008). State of Open Source Message: A New Decade For Open Source (англ.). Архів оригіналу за 22 серпня 2011. Процитовано 30 сентября 2008. My intent has always been for Open Source to simply be another way of talking about Free Software, tailored to the ears of business people, and that it would eventually lead them to a greater appreciation of Richard Stallman's arguments. This has come to pass, and…
6. ↑  В англійській мові слово free означає і «вільний», і «безплатний»
7. ↑  
Noah Shachtman. (17 сентября 2008). Open Source Intel Rocks — Sorry, It’s Classified. Блоги Wired.com (англ.). Архів оригіналу за 22 серпня 2011. Процитовано 17 сентября 2008.
8. ↑  Portable UnRAR source code. Євген Рошал. Архів оригіналу за 22-08-2011. Процитовано 24-5-2009. Distribution of modified UnRAR sources in separate form or as a part of other software is permitted, provided that it is clearly stated in the documentation and source comments that the code may not be used to develop a RAR (WinRAR) compatible archiver
9. ↑  Trademarks of OSI. Архів оригіналу за 3 жовтня 2013. Процитовано 29 вересня 2013.
10. ↑  The Open Source Definition (Annotated)  [Архівовано 12 червня 2016 у Wayback Machine.]| Open Source Initiative
11. ↑  Открытый код не уступает по качеству проприетарному | High Load Web. Архів оригіналу за 2 березня 2014. Процитовано 29 вересня 2013.